# 1985 FNS歌謡祭

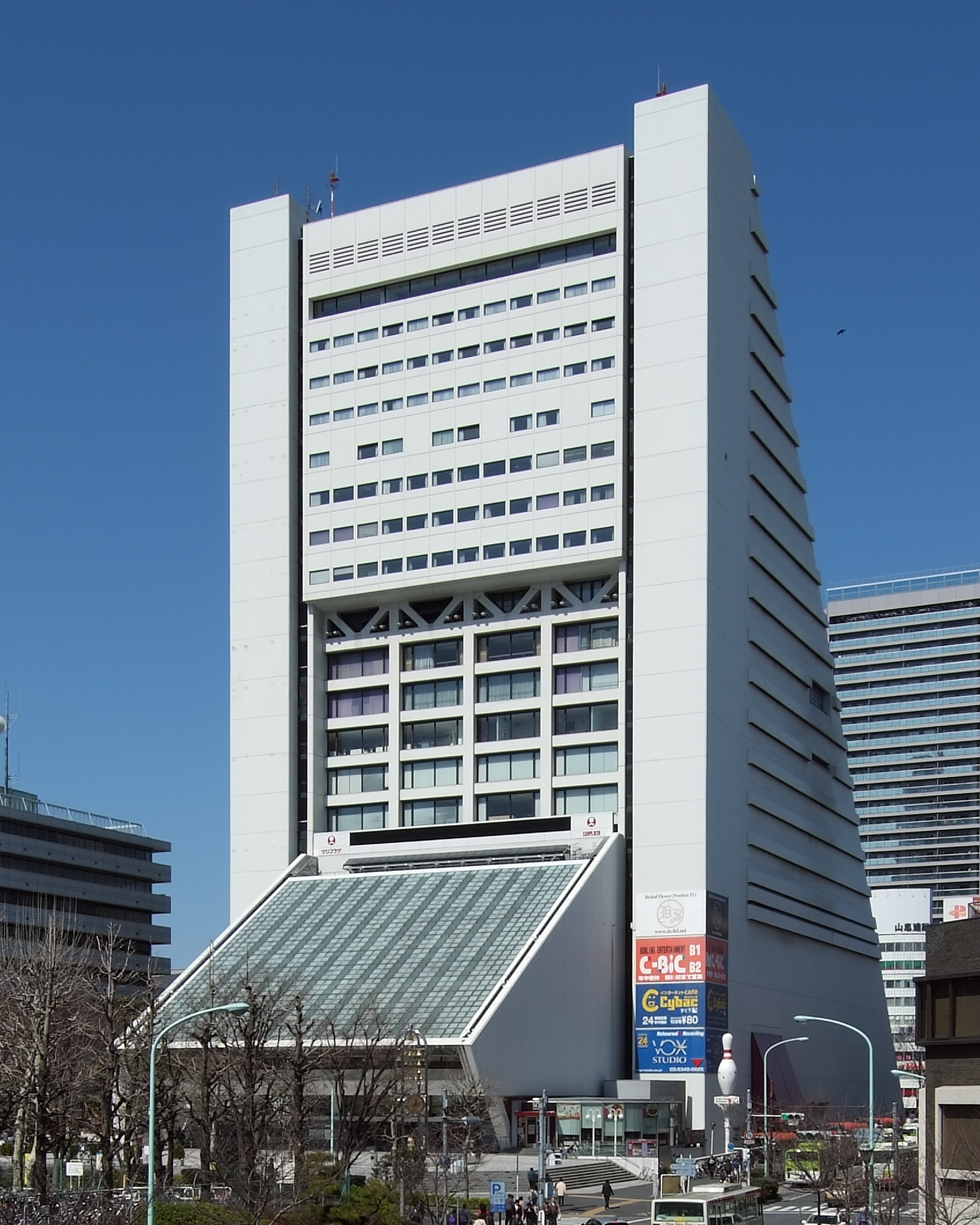
予選の会場となった中野サンプラザ

『1985 FNS歌謡祭』（1985 エフエヌエスかようさい）は、1985年（昭和60年）12月3日に中野サンプラザで「発表！FNS歌謡祭'85優秀賞」と題して12月17日に日本武道館で「決定！FNS歌謡祭'85グランプリ」と題して行われ、フジテレビ系列で生放送された通算14回目のFNS歌謡祭。

## 概要
予選では今回で最後となる形である。前年同様最優秀作詞・作曲・編曲賞も「発表！～」にて発表・表彰。また「年2回」の放送も、コンサート形式に変更後の2015年まで中断する。
なお安全地帯は「決定！～」の際、コンサートのため金沢に滞在していたが、大雪で会場への到着が遅れたため、急遽「発表！～」で事前収録したものを放送し、最優秀歌唱賞受賞時には到着し、生演奏していた。

## 司会
- 芳村真理
- 露木茂（当時フジテレビアナウンサー）

## リポーター
- 選考会場 - 川端健嗣（当時フジテレビアナウンサー）
- 日本武道館 - 筒井櫻子（当時フジテレビアナウンサー）
- 石川 - 斎藤千夏（当時石川テレビアナウンサー）
- フジテレビ・コンピュータールーム - 向坂樹興（フジテレビアナウンサー）

## 贈賞者
- 最優秀新人賞 - 楠田枝里子（「なるほど!ザ・ワールド」司会）
- 特別賞 - 小川宏（「オールスター家族対抗歌合戦」司会）
- 最優秀ヒット賞 - 桂三枝（「三枝の爆笑美女対談」司会）
- 最優秀視聴者賞 - 長山藍子（新春ドラマスペシャル「女たちの場所」出演）
- 最優秀歌唱賞 - 佐々木信也（「プロ野球ニュース」平日キャスター）
- グランプリ - 寺島純子（「3時のあなた」木・金司会）

## 受賞作品・受賞者一覧

### グランプリ（大賞）
- 中森明菜「ミ・アモーレ〔Meu amor é･･･〕」

### 最優秀歌唱賞
- 安全地帯「悲しみにさよなら」

### 最優秀新人賞
- 本田美奈子「Temptation（誘惑）」

### 最優秀ヒット賞
- 中森明菜「飾りじゃないのよ涙は」

### 最優秀視聴者賞
- 五木ひろし「そして…めぐり逢い」

### 優秀歌謡音楽賞（グランプリ候補）
- 中森明菜「ミ・アモーレ〔Meu amor é･･･〕」
- シブがき隊「月光淑女!（ムーンビーナス）」
- 森進一「女もよう」
- 近藤真彦「大将」
- とんねるず「雨の西麻布」
- 石川秀美「愛の呪文」
- アン・ルイス「六本木心中」
- 岡田有希子「Love Fair」
- 吉幾三「俺ら東京さ行ぐだ」
- 安全地帯「悲しみにさよなら」
- クラッシュギャルズ「東京爆発娘!」
- 岩崎良美「愛がひとりぼっち」
- 五木ひろし「そして…めぐり逢い」

### 優秀新人賞（最優秀新人賞ノミネート）
- 芳本美代子「雨のハイスクール」
- 中村繁之「カイショウ無いね」
- 松本典子「さよならと言われて」
- 本田美奈子「Temptation」
- 井森美幸「乙女心ウラハラ」

### 特別賞
- おニャン子クラブ「セーラー服を脱がさないで」
- とんねるず「雨の西麻布」
- 森進一「襟裳岬」

### 最優秀作詞・作曲・編曲賞
- 湯川れい子（作詞）
- 林哲司（作曲）
- 大村雅朗（編曲）

## スタッフ
- 音楽：広瀬健次郎
- 指揮：三原綱木
- 演奏：ザ・ニューフリード・スペシャル、日色ストリングアンサンブル
- コーラス：東京混声合唱団、フィーリング・フリー
- 美術制作：堀切清
- デザイン：根本研二、馬場文衛、水上啓光
- 美術進行：石鍋伸一朗、塩入隆史
- 大道具：石塚孝志、斎藤二朗
- 電飾：小林義秋
- アクリル：照井登
- メイク：五十嵐智春
- タイトル：山形憲一
- スタイリスト：梅原久沙永
- ヘアメイク：野村真一
- 技術：永田正孝、笹川一男
- カメラ：仲田裕人
- 映像：大森静雄
- 音声：加藤建治
- 照明：谷川富也
- 音響効果：川嶋明則（OCBプロ）
- 石川・金沢観光会館中継
  - ディレクター：浜口哲夫／出口茂（ITC）
  - 技術：上野稔（tss）
  - 協力：石川テレビ
- グランドパレス審査会場中継
  - ディレクター：板野正
- フジテレビ第6スタジオ
  - ディレクター：堀越広行
  - 技術：山下則近
- プロデューサー：疋田拓
- 演出：井上信悟、前川尚史
- 制作著作：フジテレビ
- 協賛：日本音楽事業者協会、音楽出版社協会、日本レコード協会
- 企画：「FNS歌謡祭音楽大賞」大会・運営・実行委員会